# جان عشاق
جان عشاق نام آلبوم موسیقی سنتی ایرانی است با صدای محمدرضا شجریان و همکاری پرویز مشکاتیان، جواد معروفی و محمدرضا درویشی، که در سال  ۱۳۶۴ اجرا و در سال ۱۳۷۳ در آواز بیات اصفهان منتشر شده‌است. ترانه‌های این مجموعه موسیقی از میان غزل‌های حافظ، و دوبیتی‌های باباطاهر برگزیده شده.

## شرح

### هنرمندان
- خواننده: محمدرضا شجریان
- آهنگساز و سنتور: پرویز مشکاتیان
- پیانو: جواد معروفی
- تنظیم: محمدرضا درویشی
- طرح: مژگان شجریان
- خوشنویسی: یدالله کابلی

### قطعات
- مقدمه
- ساز و آواز بیات اصفهان
- تصنیف جان عشاق

## شرح قطعات
آواز بیات اصفهان
| (درآمد اصفهان)                     |                                  |
| همای اوج سعادت به دام ما افتد      |                                  |
|                                    | اگر تو را گذری بر مقام ما افت‍‍د   |
| (جامه‌دران)                         |                                  |
| حباب‌وار براندازم از نشاط کل‍‍اه      |                                  |
|                                    | اگر ز روی تو عکس‍‍ی به جام ما افتد |
| (بوسلیک)                           |                                  |
| شبی که ماه مراد از اف‍‍ق طل‍‍وع کن‍‍د    |                                  |
|                                    | بود که پرتو ن‍‍وری به بام ما افت‍‍د  |
| (بیات راجع)                        |                                  |
| مل‍‍وک را چو ره خاک‍‍ب‍‍وس این در ن‍‍یست   |                                  |
|                                    | کی التف‍‍ات مج‍‍ال سلام ما افت‍‍د      |
| (عشاق)                             |                                  |
| چو جان فدای لب‍‍ت شد خیال م‍‍ی‌ب‍‍ست‍‍م     |                                  |
|                                    | که قطره‌ای ز زلالش به کام ما افت‍‍د |
| (عشاق + قرچه + فرود به عشاق)       |                                  |
| خی‍‍ال زل‍‍ف تو گف‍‍ت‍‍ا که جان وس‍‍یله مس‍‍از |                                  |
|                                    | کزین شک‍‍ار فراوان به دام م‍‍ا افت‍‍د  |
| (بوسلیک + فرود)                    |                                  |
| ز خ‍‍اک ک‍‍وی ت‍‍و ه‍‍ر دم که دم زن‍‍د حاف‍‍ظ  |                                  |
|                                    | نسی‍‍م گل‍‍شن ج‍‍ان در مش‍‍ام م‍‍ا افتد    |
| (جامه‌دران + فرود)                  |                                  |
| به ن‍‍اامی‍‍دی از این در مرو بزن فال‍‍ی  |                                  |
|                                    | بود که قرعه‌ی دول‍‍ت به ن‍‍ام م‍‍ا افتد |

| (سوز و گداز)                  |                             |
| نگ‍‍ارین‍‍ا دل و ج‍‍انُ‍‍م تِه داری     |                             |
|                               | همه پی‍‍دا و پن‍‍هانُ‍‍م تِه داری   |
| نم‍‍ی‌دونُ‍‍م که این درد از که دی‍‍رُم |                             |
|                               | همین دونُم که درم‍‍انُ‍‍م تِه داری |

تصنیف جان عشاق، غزل حافظ
| دوش می‌آمد و رخساره برافروخته بود   |                                     |
|                                    | تا کجا باز دل غم زده‌ای سوخته بود    |
| رسم عاشق‌کشی و شیوه‌ی شهرآشوبی       |                                     |
|                                    | جامه‌ای بود که بر قامت او دوخته بود  |
| جان عشاق سپند رخ خود می‌دانست       |                                     |
|                                    | و آتش چهره بدین کار برافروخته بود   |
| گر چه می‌گفت که زارت بکشم می‌دیدم    |                                     |
|                                    | که نهانش نظری با من دلسوخته بود     |
| کفر زلفش ره دین می‌زد و آن سنگین دل |                                     |
|                                    | در پی‌اش مشعلی از چهره برافروخته بود |